# Вологі ліси Юкатану
Вологі ліси Юкатану (ідентифікатор WWF: NT0181) — неотропічний екорегіон тропічних та субтропічних вологих широколистяних лісів, розташований на півострові Юкатан.

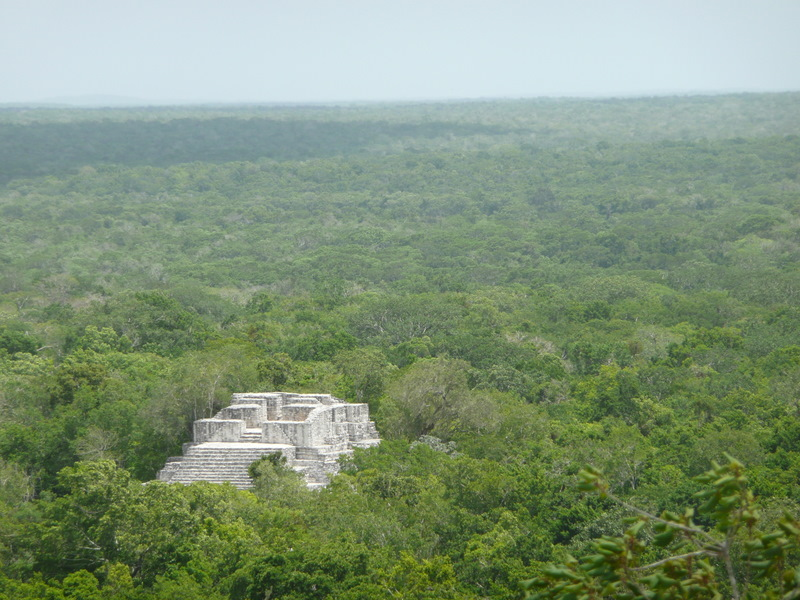
Ліс навколо руїн Калакмуля

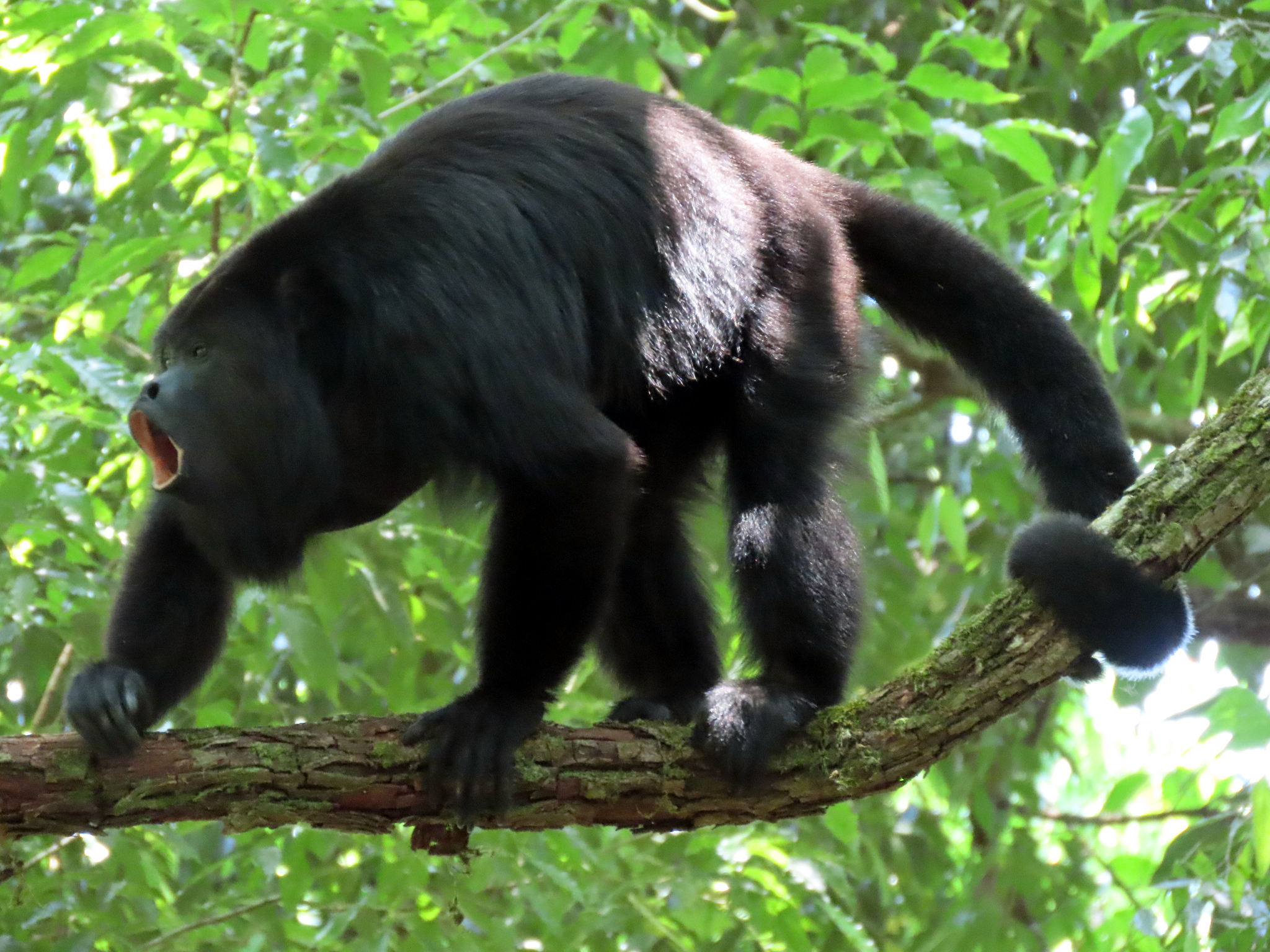
Юкатанський бурий ревун (Alouatta pigra)

## Географія
Екорегіон вологих лісів Юкатану охоплює більшу частину півострова Юкатан, який розташований на північному сході Центральної Америки, простягається на північний схід і відділяє Мексиканську затоку на півночі і заході від Карибського моря на сході. Юкатанська протока на сході відділяє півострів від Куби, найбільшого острова Карибів. Окрім Юкатанського півострова, екорегіон також включає деякі острови, розташовані біля його північного і східного узбережжя, найбільшим з яких є Косумель. Вологі ліси Юкатану переважно поширені в межах мексиканських штатів Кампече і Кінтана-Роо, а також включають східні райони штату Юкатан та крайню північ Гватемали і Белізу.
Північна частина Юкатанського півострова переважно представлена низовинами, а південна — горбистими рівнинами, висота яких не перевищує 400 м над рівнем моря. З геологічної точки зору його основу складають вапняки та інші карбонатні породи. Тут широко зустрічаються різноманітні карстові форми рельєфу, серед яких найбільш характерні сеноти — карстові воронки, деякі з яких заповнені водою. Завдяки карстовій геології та вапняковим ґрунтам, які погано утримують вологу, в регіоні є дуже мало постійних річок, незважаючи на вологий клімат. 
На північному заході Юкатану вологі ліси екорегіону переходять у сухі ліси Юкатану, а на півдні, на території Гватемали і Белізу, у вологі ліси Петену та Веракрусу. У прибережних районах Юкатану поширені мангрові ліси, які складають низку окремих екорегіонів, зокрема мангрів маянського коридору та белізьких мангрів.

## Клімат
В межах екорегіону переважає саванний клімат (Aw за класифікацією кліматів Кеппена), який характеризується спекотним вологим літом та теплою сухою зимою. Середньорічна кількість опадів тут коливається від 1000 до 1500 мм, збільшуючись з півночі на південь і схід. З Карибського моря на сході до Юкатану регулярно приходять урагани та тропічні шторми.

## Флора
Основними рослинними угрупованнями екорегіону є напіввічнозелені субтропічні ліси, дерева в яких виростають до 20-35 м заввишки. Від чверті до половини з них скидають листя протягом зимового сухого сезону. Сапотілове дерево (Manilkara zapota) є найпоширенішим видом дерев у вологих лісах Юкатану. Серед інших дерев, поширених в екорегіоні, слід відзначити маянський горіх (Brosimum alicastrum), духмяний перець (Pimenta dioica), дерево мачіче (Lonchocarpus castilloi), сапоте-амарілло (Pouteria campechiana), гондураське червоне дерево (Swietenia macrophylla), юкатанський альсеїс (Alseis yucatanensis), свинцеву зуеланію (Zuelania guidonia), духмяну кедрелу (Cedrela odorata), кубинську шварцію (Swartzia cubensis), пальму кохуне (Attalea cohune), високу араракангу (Aspidosperma desmanthum) та великостовбурову араракангу (Aspidosperma megalocarpon). 
Також у лісах регіону поширені флоридські цитроксилуми (Citharexylum spinosum), юкатанські довгоплідники (Lonchocarpus yucatanensis), притиснуті мальмеї (Mosannona depressa), відігнутолисті кротони (Croton reflexifolius), кампеєві дерева (Haematoxylum campechianum), антигуанські терміналії (Terminalia buceras) та чорні отруйні дерева (Metopium brownei). В підліску цих лісів поширені різноманітні пальми, чагарники та трав'янисті рослини.
У сезонно затоплюваних районах Юкатану зустрічаються невисокі напіввічнозелені затоплювані ліси, відомі як бахос. Дерева у цих лісах виростають до 8-10 м заввишки, і приблизно половина з них скидає листя під час сухого сезону. Серед дерев, поширених у затоплюваних лісах бахос, слід відзначити широколисту камерарію (Cameraria latifolia), акацію Прінгла (Vachellia pringlei), голу дальбергію (Dalbergia glabra), колючу пізонію (Pisonia aculeata), солодкі мавпячі сережки (Pithecellobium dulce), кампеєве дерево (Haematoxylum campechianum), флоридську вишневу пальму (Pseudophoenix sargentii) та еверглейдську пальму (Acoelorraphe wrightii). Також у затоплюваних лісах поширені різноманітні папороті та епіфіти.

## Фауна
Фауна екорегіону характеризується високим різноманіттям. Тут зустрічається 94 види ссавців, 235 видів птахів, 17 видів земноводних та 43 види плазунів. Серед великих ссавців, поширених в екорегіоні, слід відзначити білохвостого оленя (Odocoileus virginianus), центральноамериканську мазаму (Mazama temama), ошийникового пекарі (Dicotyles tajacu), звичайного пекарі (Tayassu pecari), центральноамериканського тапіра (Tapirus bairdii), центральноамериканську коату (Ateles geoffroyi) та юкатанського бурого ревуна (Alouatta pigra), а також найбільших хижаків Месоамерики — ягуарів (Panthera onca) та пум (Puma concolor).
Серед інших хижих ссавців, поширених у вологих лісах Юкатану, слід відзначити оцелота (Leopardus pardalis), маргая (Leopardus wiedii), ягуарунді (Herpailurus yagouaroundi), койота (Canis latrans), сіру лисицю (Urocyon cinereoargenteus), тайру (Eira barbara), какоміцлі (Bassariscus sumichrasti), кінкажу (Potos flavus), білоносу носуху (Nasua narica), великого гризона (Galictis vittata), південного плямистого скунса (Spilogale angustifrons), смугастого свинорилого скунса (Conepatus semistriatus) та звичайного ракуна (Procyon lotor). Також в екорегіоні поширені численні дрібні ссавці, зокрема низинні паки (Cuniculus paca), центральноамериканські агуті (Dasyprocta punctata), юкатанські вивірки (Sciurus yucatanensis), вивірки Деппе (Sciurus deppei), кучеряві гоферики (Heterogeomys hispidus), великовухі лазаючі миші (Ototylomys phyllotis), мексиканські коенду (Coendou mexicanus), віргінські опосуми (Didelphis virginiana), південні опосуми (Didelphis marsupialis), мексиканські мишачі опосуми (Marmosa mexicana), дев'ятипоясні броненосці (Dasypus novemcinctus), північні тамандуа (Tamandua mexicana) та різноманітні рукокрилі, зокрема косумельські золоті кажани (Mimon cozumelae), великі мішкокрили (Saccopteryx bilineata) та ямайські плодоїди (Artibeus jamaicensis). 
Ендеміками екорегіону є карликові косумельські ракуни (Procyon pygmaeus) та косумельські врожайниці (Reithrodontomys spectabilis), поширені на острові Косумель, а майже ендемічними його представниками — юкатанські мазами (Odocoileus pandora), юкатанські вечірні миші (Otonyctomys hatti), юкатанські оленячі миші (Peromyscus yucatanicus), колючі торбомиші Гаумера (Heteromys gaumeri), юкатанські дрібновухі мідиці (Cryptotis mayensis) та юкатанські жовті кажани (Rhogeessa aeneus).
Серед поширених в екорегіоні птахів слід відзначити великого кракса (Crax rubra), східну чачалаку (Ortalis vetula), жовтодзьобого голуба (Patagioenas flavirostris), ямайську горличку (Leptotila jamaicensis), велику піаю (Piaya cayana), малого ані (Crotophaga sulcirostris), червонодзьобого колібрі-смарагда (Cynanthus canivetii), зеленогрудого колібрі-манго (Anthracothorax prevostii), гватемальську агиртрію (Chlorestes candida), юкатанську амазилію (Amazilia yucatanensis), руду амазилію (Amazilia rutila), цакатла (Amazilia tzacatl), королівського кондора (Sarcoramphus papa), великодзьобого канюка (Rupornis magnirostris), рудошийого орла-чубаня (Spizaetus ornatus), буру сову-лісовика (Strix virgata), синьоголового трогона (Trogon caligatus), жовтогорлого тукана (Ramphastos sulfuratus), плямистоволого аракарі (Pteroglossus torquatus), смугастобоку жовну (Dryocopus lineatus), світлодзьобого дятла-кардинала (Campephilus guatemalensis), білолобого амазона (Amazona albifrons), ямайського аратингу (Eupsittula nana), смугастого сорокуша (Thamnophilus doliatus), мексиканського мухолова (Formicarius moniliger), мексиканського кокоа (Xiphorhynchus flavigaster), рудого грімпаря (Dendrocincla homochroa), мексиканського манакіна (Ceratopipra mentalis), маскову бекарду (Tityra semifasciata), північного віялочуба (Onychorhynchus mexicanus), тропічного тирана (Tyrannus melancholicus), велику пітангу (Pitangus sulphuratus), золотогузого атілу (Attila spadiceus), білочеревого віреончика (Pachysylvia decurtata), буру паю (Psilorhinus morio), жовточереву паю (Cyanocorax luxuosus), плямистого поплітника (Pheugopedius maculipectus), бронзового дрозда (Turdus grayi), узлісну гутураму (Euphonia hirundinacea), бананового трупіала (Icterus prosthemelas), червоногорлу габію (Habia fuscicauda), бірюзову танагру-медоїда (Cyanerpes cyaneus) та жовтокрилу саяку (Thraupis abbas).
Ендеміками екорегіону є козумельські колібрі-смарагди (Cynanthus forficatus), козумельські віреони (Vireo bairdi) та козумельські тремблери (Toxostoma guttatum), поширені на острові Косумель, а майже ендемічними його представниками — малі індики (Meleagris ocellata), білоброві перепелиці (Colinus nigrogularis), юкатанські леляки (Nyctiphrynus yucatanicus), юкатанські дрімлюги (Antrostomus badius), юкатанські колібрі-шаблекрили (Pampa pampa), юкатанські амазони (Amazona xantholora), юкатанські гіли (Melanerpes pygmaeus), юкатанські копетони (Myiarchus yucatanensis), великодзьобі віреони (Vireo magister), юкатанські паї (Cyanocorax yucatanicus), юкатанські трупіали (Icterus auratus), чорні пересмішники (Melanoptila glabrirostris), зеленоспинні риджвеї (Arremonops chloronotus), рожевогорлі піранги (Piranga roseogularis), сірогорлі гранатели (Granatellus sallaei) та юкатанські танагри-сикіти (Lanio aurantius).

## Збереження
Значна частина лісів регіону була знищена внаслідок лісозаготівель і розвитку сільського господарства. Тим не менш, на Юкатані все ще збереглися великі масиви відносно незайманих лісів, які забезпечують притулок великим популяціям диких тварин і рослин.
Оцінка 2017 року показала, що 11 041 км², або 16 % екорегіону, є заповідними територіями. Природоохоронні території включають: Біосферний заповідник Сіан-Ка'ан, Біосферний заповідник Калакмуль, Біосферний заповідник Ріа-Лагартос, Національний парк Тулум, Заповідну зону флори і фауни Лагуна-де-Термінос, Заповідну зону флори і фауни Юм-Балам та Заповідну зону флори і фауни Уайміл. У 1987 році Біосферний заповідник Сіан-Ка'ан був внесений до списку Світової спадщини ЮНЕСКО.